# Doğan Erdoğan
Doğan Erdoğan (Samsun, 22 augustus 1996) is een Turks voetballer die doorgaans als middenvelder speelt.

## Clubcarrière

### Samsunspor
Erdoğan speelde in de jeugdopleiding van Samsunspor. Hij debuteerde op 24 november 2012 namens deze club in het profvoetbal, tegen Ankaragücü in de 1. Lig. Hij werd op 30 november 2013 van het veld gestuurd met twee gele kaarten in de competitiewedstrijden tegen Mersin İdman Yurdu. Hij speelde nauwelijks in zijn eerste twee seizoenen bij het eerste elftal, maar mocht in zijn derde seizoen vaker optreden. Op 18 oktober 2014 kreeg hij directe rode kaart in de competitiewedstrijd tegen Antalyaspor.

### LASK

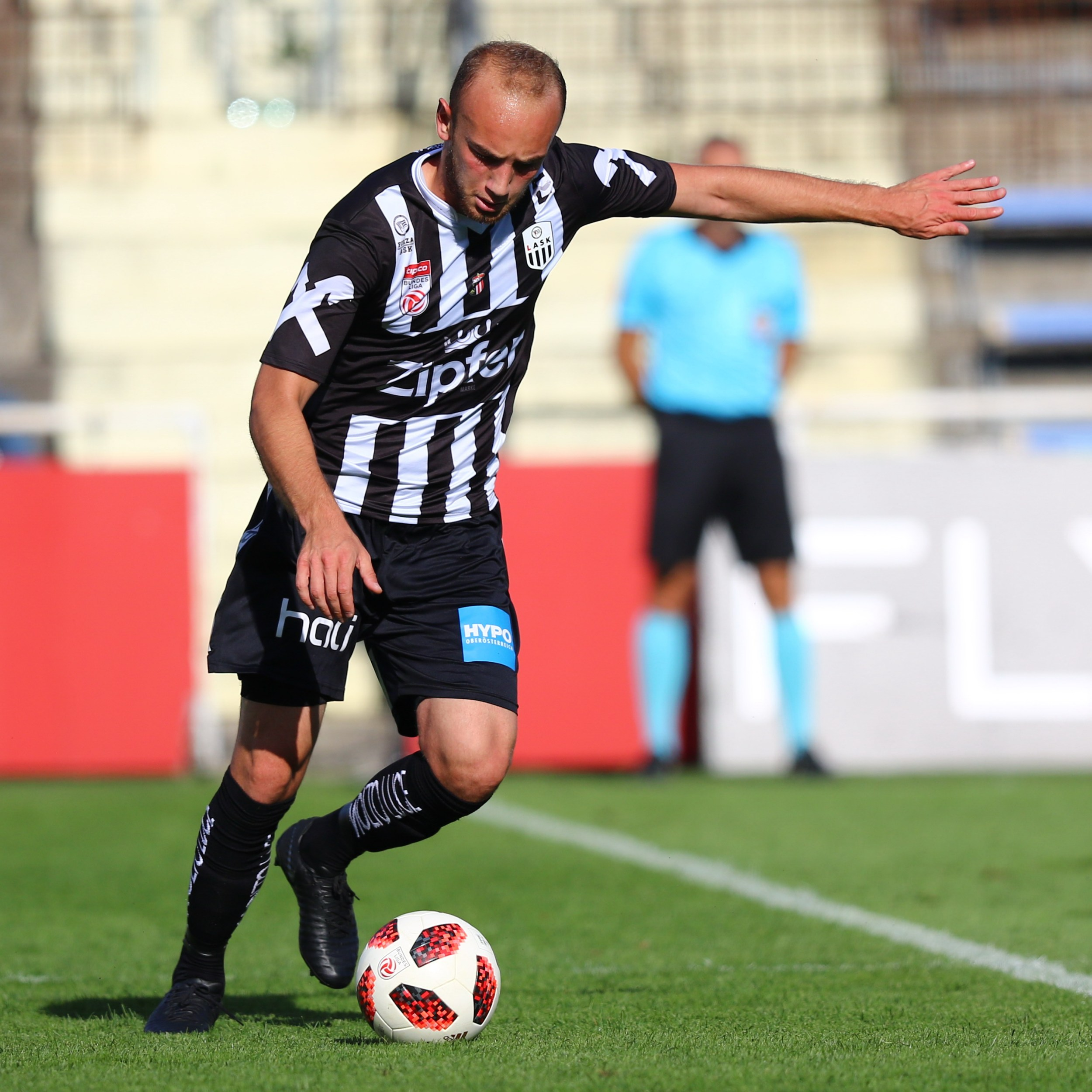
Erdoğan namens LASK in augustus 2018

Erdoğan maakte in 2015 transfervrij een overstap naar LASK, actief op het tweede niveau van Oostenrijk. Voor deze club debuteerde hij op 24 juli 2015, als basisspeler in de competitiewedstrijd tegen Floridsdorfer AC. In de competitiewedstrijd tegen datzelfde Floridsdorfer AC kreeg hij op 18 september 2015 twee gele en dus een rode kaart. In de daaropvolgende maanden kwam hij door blessureleed niet in actie. Erdoğan maakte op 18 maart 2016 zijn eerste doelpunt in het profvoetbal, bij een 2–1 competitiezege op Austria Salzburg. In 2017 promoveerde hij met LASK naar de Bundesliga na het kampioenschap in de 2. Liga. In het eerste seizoen na de promotie eindigde LASK als vierde, waardoor het mocht deelnemen aan de kwalificatiereeks van de UEFA Europa League. Erdoğan moest in dit seizoen de meerderheid van de wedstrijden missen door blessureleed. Hij maakte op 9 augustus 2018 zijn internationale debuut als vervanger van Peter Michorl tegen Beşiktaş JK.
In februari 2019 werd Erdoğan door LASK voor de rest van het seizoen verhuurd aan Juniors OÖ, actief op het tweede niveau van Oostenrijk. In veertien competitiewedstrijden namens Juniors OÖ scoorde hij één keer, tegen SV Horn.

### Terug in Turkije
Erdoğan ondertekende op 28 juni 2019 een driejarig contract bij Trabzonspor. Hij debuteerde voor Trabzonspor op 8 augustus 2019, als vervanger van Caleb Ekuban in het UEFA Europa League-kwalificatieduel tegen Sparta Praag. Zijn competitiedebuut volgde tien dagen later, als vervanger van Abdülkadir Ömür op bezoek bij Kasımpaşa SK (1–1). Trabzonspor eindigde de competitie als tweede. Erdoğans contract bij Trabzonspor werd in september 2020 voortijdig beëindigd.
In september 2020 tekende Erdoğan transfervrij bij Çaykur Rizespor. Hij debuteerde voor deze club op 27 september 2020, in de competitiewedstrijd tegen Alanyaspor (1–1). Op 2 februari 2021 maakte hij zijn enige doelpunt voor de club in de thuiswedstrijd tegen Kasımpaşa SK (1–1). Çaykur Rizespor eindigde  als dertiende. Nadat Erdoğan enkele weken zonder club zat, werd op 21 juni 2021 bekend dat hij een driejarig contract met een optie voor nog een jaar ondertekende bij Gaziantep FK. Als vervanger van Furkan Soyalp debuteerde hij op 14 augustus 2021 namens Gaziantep FK, in het uitduel met Fatih Karagümrük. Hij kreeg op 17 april 2022 een rode kaart in de eerste helft van de competitiewedstrijd tegen Konyaspor. Gaziantep FK eindigde het seizoen als vijftiende.

### Fortuna Sittard
Op 7 juli 2022 ondertekende Erdoğan een driejarig contract bij Fortuna Sittard in de Eredivisie, nadat zijn contract bij Gaziantep FK afliep. Het papierwerk werd op 29 juli 2022 afgerond. Erdoğan debuteerde voor Fortuna Sittard op 6 augustus 2022, als basisspeler in de competitiewedstrijden tegen AFC Ajax (2–3 nederlaag). In de uitwedstrijd tegen N.E.C. op 10 september 2022 kwam hij in de slotfase in het veld voor Paul Gladon. Binnen tien minuten in zijn invalbeurt kreeg hij twee gele kaarten en dus een rode kaart. Later in de wedstrijd maakte N.E.C. de 1–1. Ook in de thuiswedstrijd tegen PSV (2–2) op 15 januari 2023 kreeg hij een rode kaart, waarna hij voor twee wedstrijden geschorst werd. Fortuna Sittard eindigde het seizoen als dertiende in de Eredivisie. Aan het eind van het seizoen werd besloten om Erdoğans contract bij Fortuna Sittard vroegtijdig te ontbinden.

### Göztepe
Erdoğan ondertekende in september 2023 een eenjarig contract met een optie voor nog een jaar bij Göztepe SK, uitkomend op het TFF 1. Lig tweede niveau van Turkije. Hij debuteerde voor Göztepe SK op 2 oktober 2023, als vervanger van Yalçın Kayan in het met 1–0 gewonnen thuisduel met Adanaspor. Zijn eerste basisplek volgde op 26 november 2023, toen Göztepe SK met 2–0 won van Tuzlaspor.

### Iğdır FK
In de zomer van 2025 tekende hij bij Iğdır FK.

## Clubstatistieken
| Seizoen         | Club            | Land                | Competitie      | Competitie | Competitie | Beker | Beker | Internationaal | Internationaal | Totaal | Totaal |
| Seizoen         | Club            | Land                | Competitie      | Wed.       | Dlp.       | Wed.  | Dlp.  | Wed.           | Dlp.           | Wed.   | Dlp.   |
| --------------- | --------------- | ------------------- | --------------- | ---------- | ---------- | ----- | ----- | -------------- | -------------- | ------ | ------ |
| 2012/13         | Samsunspor      | Vlag van Turkije    | TFF 1. Lig      | 4          | 0          | 0     | 0     | —              | —              | 4      | 0      |
| 2013/14         | Samsunspor      | Vlag van Turkije    | TFF 1. Lig      | 3          | 0          | 1     | 0     | —              | —              | 4      | 0      |
| 2014/15         | Samsunspor      | Vlag van Turkije    | TFF 1. Lig      | 18         | 0          | 1     | 0     | —              | —              | 19     | 0      |
| 2015/16         | LASK            | Vlag van Oostenrijk | 2. Liga         | 22         | 1          | 2     | 0     | —              | —              | 24     | 1      |
| 2016/17         | LASK            | Vlag van Oostenrijk | 2. Liga         | 26         | 1          | 4     | 0     | —              | —              | 30     | 1      |
| 2017/18         | LASK            | Vlag van Oostenrijk | Bundesliga      | 13         | 1          | 2     | 0     | —              | —              | 15     | 1      |
| 2018/19         | LASK            | Vlag van Oostenrijk | Bundesliga      | 3          | 0          | 1     | 0     | 1              | 0              | 5      | 0      |
| 2018/19         | → Juniors OÖ    | Vlag van Oostenrijk | 2. Liga         | 14         | 1          | 0     | 0     | —              | —              | 14     | 1      |
| 2019/20         | Trabzonspor     | Vlag van Turkije    | Süper Lig       | 20         | 0          | 6     | 0     | 10             | 0              | 36     | 0      |
| 2020/21         | Çaykur Rizespor | Vlag van Turkije    | Süper Lig       | 19         | 1          | 2     | 0     | —              | —              | 21     | 1      |
| 2021/22         | Gaziantep FK    | Vlag van Turkije    | Süper Lig       | 31         | 0          | 4     | 0     | —              | —              | 35     | 0      |
| 2022/23         | Fortuna Sittard | Vlag van Nederland  | Eredivisie      | 27         | 0          | 0     | 0     | —              | —              | 27     | 0      |
| 2023/24         | Göztepe         | Vlag van Turkije    | TFF 1. Lig      | 14         | 0          | 2     | 0     | —              | —              | 16     | 0      |
| 2024/25         | Göztepe         | Vlag van Turkije    | Süper Lig       | 17         | 1          | 5     | 0     | —              | —              | 22     | 1      |
| 2025/26         | Iğdır FK        | Vlag van Turkije    | TFF 1. Lig      | 1          | 0          | 0     | 0     | —              | —              | 1      | 0      |
| Carrière totaal | Carrière totaal | Carrière totaal     | Carrière totaal | 232        | 6          | 30    | 0     | 11             | 0              | 273    | 6      |

Bijgewerkt tot en met 10 augustus 2025.

## Interlandcarrière
Erdoğan speelde op 2 december 2010 voor het eerst een jeugdinterland, namens Turkije onder 15 in een oefeninterland tegen Nederland. Dat bleef zijn enig wedstrijd namens Turkije onder 15. Op 5 maart 2013 kwam hij voor het eerst in actie namens Turkije onder 18, tegen Portugal. Op 8 september 2013 kwam hij voor het in actie namens Turkije onder 19, tegen de Faeröer. Erdoğan debuteerde op 10 november 2016 voor Jong Turkije tegen Duitsland.